# Konvulsionäre von Saint-Médard

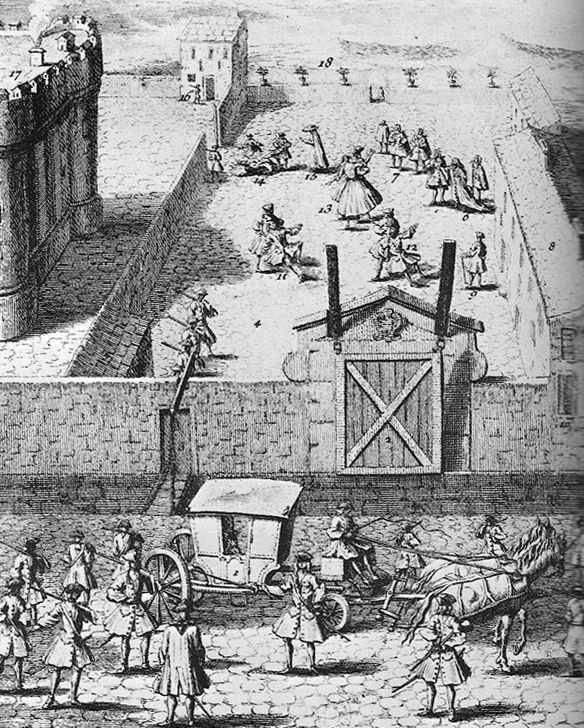
Konvulsionäre in der Bastille, Holzschnitt aus dem 18. Jahrhundert

Die Konvulsionäre von Saint-Médard (franz. Les Convulsionnaires) waren eine fromme Bewegung in Frankreich. Die Bezeichnung bezieht sich darauf, dass die Anhänger bei Zusammenkünften auf dem Friedhof der Saint-Médard in Paris zwischen 1727 und 1732, bei denen es auch zu wundersamen Heilungen gekommen sein soll, regelmäßig in Zuckungen verfielen.

## Der Jansenistenstreit

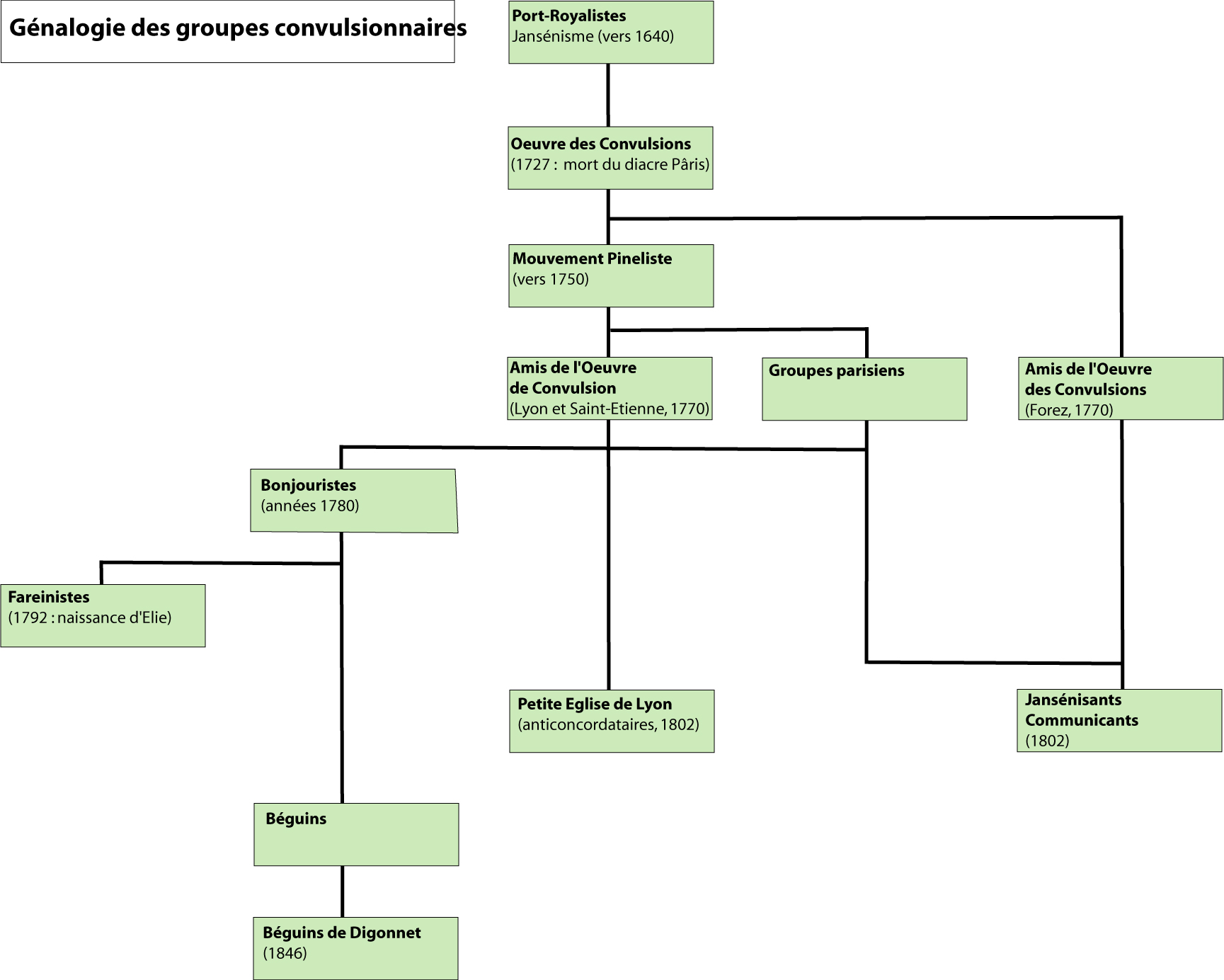
Organisation und Genealogie der verschiedenen Konvulsionärsgruppen

Die römisch-katholische Kirche sah die jansenistische Angelegenheit mit der Verurteilung des Jansenismus in der päpstlichen Bulle Unigenitus Dei filius von 1713 als erledigt an. Diese Bulle, die die Thesen der Jansenisten als Häresie ablehnt, vermochte es nicht, diese zum Schweigen zu bringen.  
Es konstituierte sich unter der Régence eine Partei von Bischöfen, Ordensmännern und Laien, die mehrere Eingaben beim Heiligen Stuhl machten, um ein Konzil einberufen zu lassen, die sogenannten Appellanten. Zahlreiche dieser Kleriker wurden exkommuniziert oder nach den Eingaben von 1717, 1720 und 1727 ihrer Ämter entsetzt.

## Entwicklung der Bewegung
Der Diakon François de Pâris war Unterzeichner aller Eingaben. Er war bekannt und wurde von den Armen des Quartiers Saint-Médard, denen er in seinem Testament seine ganze Habe vermachte, geliebt. Die ersten Wunderheilungen ereigneten sich um sein Grab herum von 1727 an, dem Jahr seines Todes. Der Friedhof wurde nun sehr rasch zum Treffpunkt einer Reihe von Kranken, die auf ein Wunder hofften und Gläubigen aus allen sozialen Schichten. Man legte sich auf den Grabsteinen zur Behandlung zum Schlaf nieder, man sammelte die Erde um das Monument ein, um daraus Balsam oder Pflaster zu machen. 
Am 15. Juli 1731 kam es zum Streit. Während die Jansenisten von der Bekanntheit der Heilungen profitierten, erklärte der Erzbischof von Paris in einem Hirtenbrief, diese als Schwindel und forderte die Einstellung des Kultes. Dreiundzwanzig Pariser Pfarrer richteten nun eine Bittschrift an ihn, um die Anerkennung von vier Wundern zu erreichen, über die sie eine Akte von Aussagen zuverlässiger Zeugen angelegt hatten. 
Mit der Zeit vollzogen sich die Heilungen über lange und schmerzhafte Krisen mit Zuckungen hinweg. Diese, begleitet von Geheul und Krachen von Knochen, machten tiefen Eindruck.  Die Ärzte des Königs, die zu einem Urteil aufgefordert wurden, sahen in dem Phänomen ebenfalls einen Schwindel. Aus Furcht vor Unruhen wurde der Friedhof am 29. Januar 1732 geschlossen. Ein Spaßmacher machte nun an der neuen Mauer einen Anschlag: „Im Namen des Königs ist es Gott untersagt, an diesem Ort Wunder zu wirken.“
Einige Konvulsionäre fuhren fort, sich in Wohnungen, Kellern oder den Salons der Bürger zu treffen.  Dann ging man noch weiter: manche Frauen schließlich glaubten an die Kraft der schmerzhaftesten Martern, um zu beweisen, dass sie die Hilfe der göttlichen Gnade hätten. Diese Exzesse ereigneten sich von 1735 an. Man entfernte sich immer weiter von der Affäre Pâris, und die Konvulsionäre, durch das Gefängnis dezimiert, vom Parlement und selbst von den Jansenisten verurteilt, fanden sich ausgegrenzt und ohne Rückhalt. Von nun an forderten sie, mit Eisenstangen, Degen, scharfen Gegenständen usw. behandelt zu werden. 
Von 1745 an gab es nur noch einige ganz geheime Gemeinschaften. Die Gleichgültigkeit der Behörden, des Klerus und der Öffentlichkeit führte zu einem letzten Überbieten, der Kreuzigung. Einige Anhänger ließen sich regelmäßig kreuzigen. Von 1789 an schließlich waren die Konvulsionäre nicht mehr im Gespräch.